# 木油桐
木油桐, 木油樹（学名：Vernicia montana），为大戟科油桐属下的一个种。俗名：千年桐、油桐、广东油桐、皱桐、龟背桐。生于海拔1300米以下的疏林中。分布于中国、台湾、越南、泰国、缅甸。中国分布于浙江、江西、福建、湖南、广东、海南、广西、贵州、云南等省区。

## 外部連結
- 木油桐 Muyoutong （页面存档备份，存于） 藥用植物圖像數據庫 (香港浸會大學中醫藥學院) （中文）（英文）